# 기타코섬

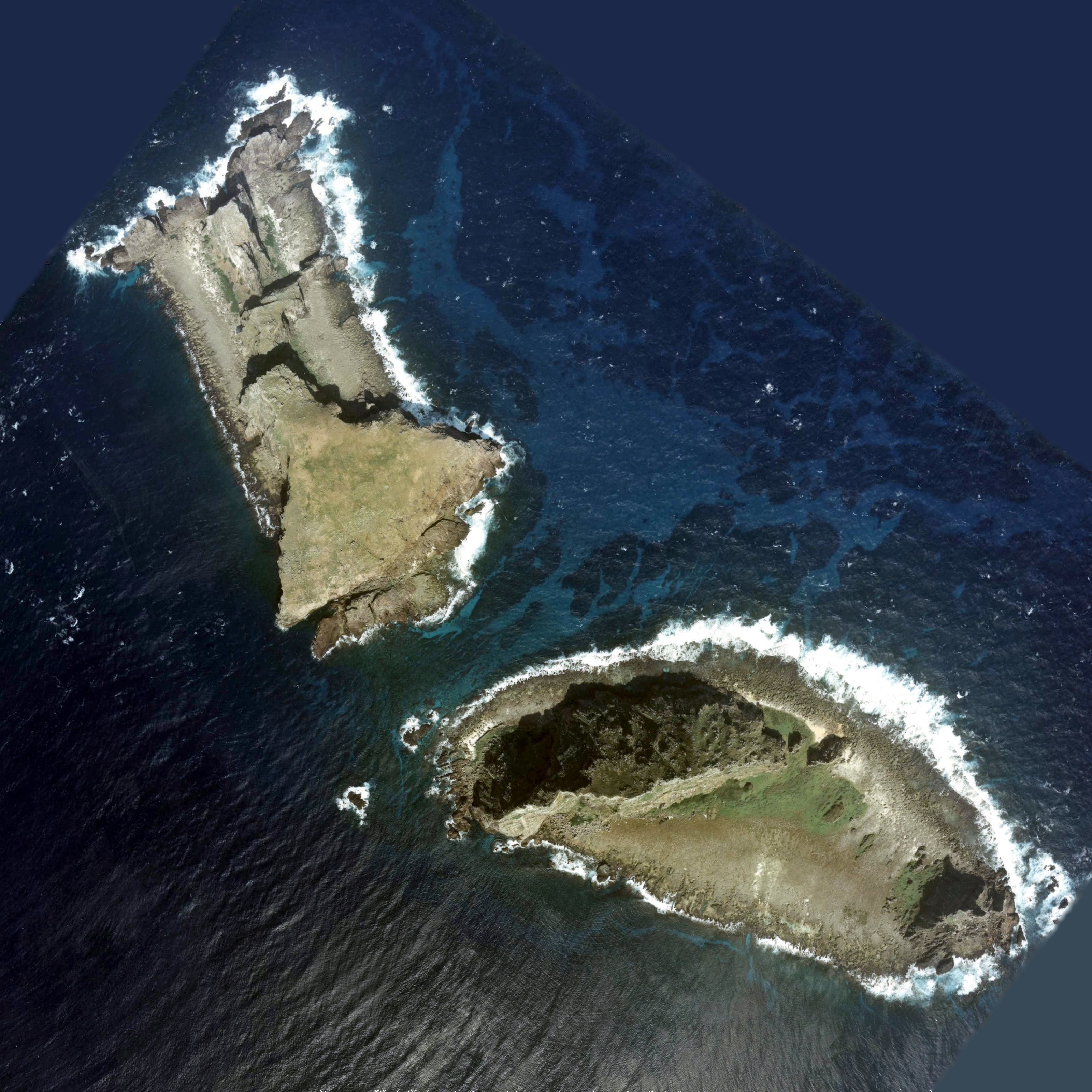
기타코 섬(중국명 베이샤오 섬)

기타코섬(일본어: 北小島 기타코지마[*]) 또는 베이샤오섬(중국어: 北小島)은 센카쿠 또는 댜오위다오에 있는 무인도이다.